# NGC 428
NGC 428 este o galaxie spirală situată în constelația Balena. A fost descoperită în 20 decembrie 1786 de către William Herschel.

## Galerie

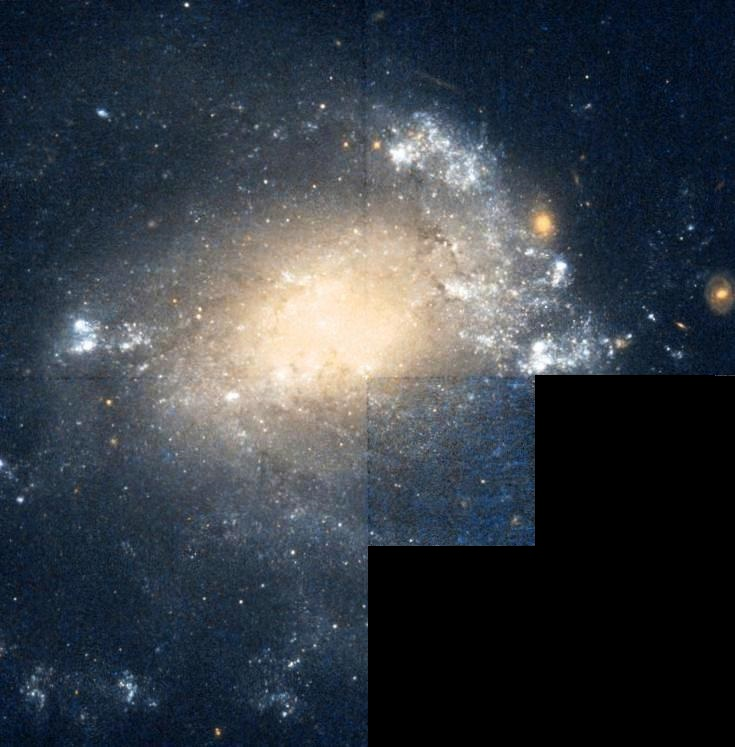
NGC 428 (Telescopul spațial Hubble)
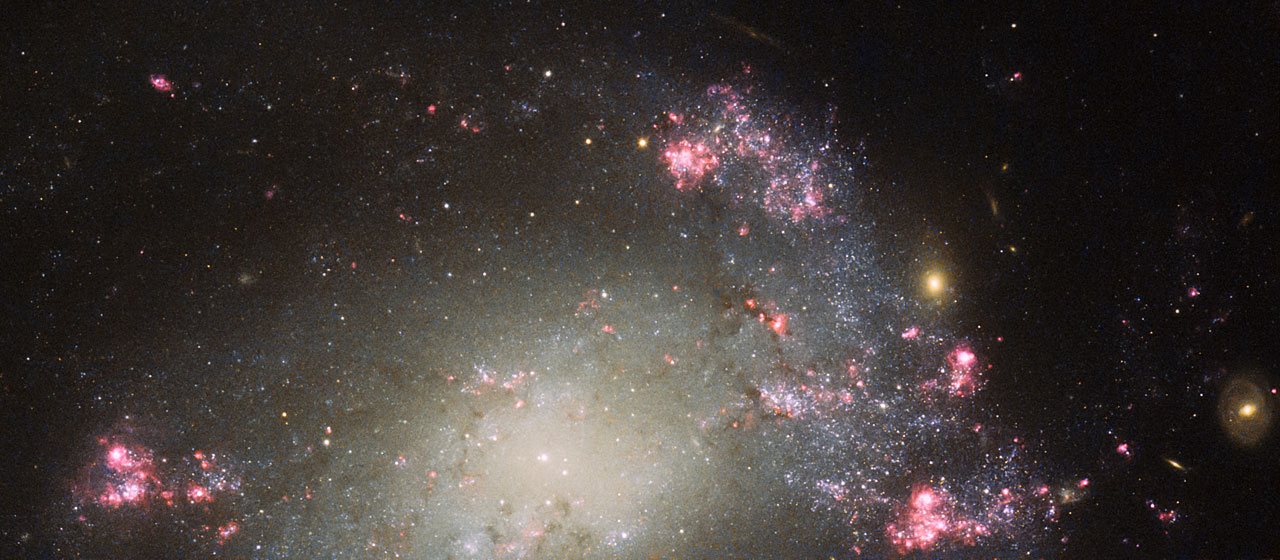
NGC 428 (Telescopul spațial Hubble)
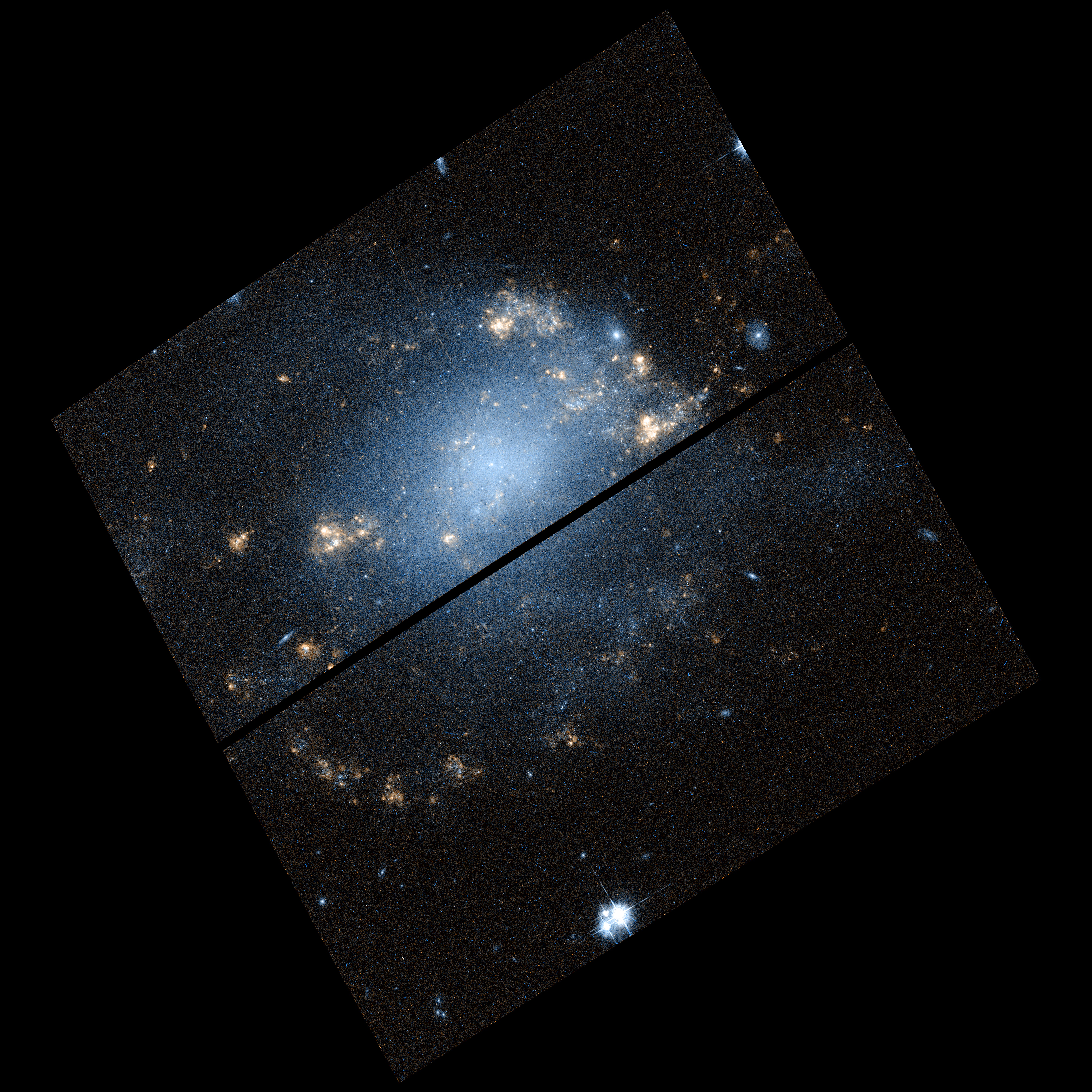
NGC 428 (Telescopul spațial Hubble)